# Synoden i Hertford
Synoden i Hertford var en synod i den anglosaxiska kristna kyrkan i England som hölls år 673. Den sammankallades av Theodore av Tarsus, ärkebiskop av Canterbury, antingen till Hertford eller till Hartford i Cambridgeshire,. Den ses som en milstolpe i den process som ledde till att Canterbury kyrkoprovins blev en tydligt definierad enhet inom kyrkans organisation för de engelska biskoparna.
Synoden bekräftade antagningen av den romerska praxisen att datera påsk (se synoden i Whitby), förbudet för biskopar att lägga sig i ett annat stifts eller ett klosters angelägenheter, och ålade restriktioner på munkar och prästmän som vandrade från stift till stift. Den nu gällande praxisen att prästmän måste ha biskopens tillstånd för att utöva ämbetet i ett annat stift introducerades. Med tanke på kyrkans bräckliga ställning i England föreslogs fler synoder och att fler stift skulle skapas i takt med att fler konverterade till kristendomen. Till sist förbjöds skilsmässa i de allra flesta fall, med undantag för äktenskapsbrott så som det beskrivs i Guds ord. Man kom också överens om vissa organisatoriska förändringar, inklusive en uppdelning av Mercia.

## Arbetssätt och betydelse för kyrkans struktur
Beda Venerabilis har beskrivit hela händelsen, från kallelse, deltagare och innehåll. Som en bakgrund anger Beda att Theodore av Tarsus rest runt genom hela England för att undervisa i "de heliga skrifterna och katolska sanningar". Han noterar i sammanhanget att "ärkebiskopen var den förste som hela den engelska kyrkan åtlydde", vilket kan ses som en grund för ärkebiskopens av Canterbury överhöghet.
I beskrivningen av synoden återger Beda hur Theodore ber biskoparna förbinda sig att följa de heliga fädernas skrifter. Först när de svarat jakande återger han tio punkter ur kyrkorätten som han särskilt ber dem lägga märke till. Det framgår inte i detalj hur synodens beslut fattades, men det är tydligt att ärkebiskopen sammankallar, presiderar och formulerar beslutsförslaget. Även här intar han alltså ställning som preses inter pares, det vill säga den förste bland jämlikar.
Tidigare synoder, som den i Whitby, hade haft ett särskilt ärende som behövde avgöras. Synoden i Hertford blev den första där den engelska kyrkan samlades för att diskutera allmänna frågor, och strukturen av mötet överlevde till nästa synod, i Hatfield, några år senare. Theodore av Tarsus kan alltså sägas bidragit till att införa en sammanhållen engelsk kyrka med synodalt styre av kontinental modell i Storbritannien.

## Delegater
Förutom Theodore närvarade fyra andra biskopar: Leuthere av Wessex, Putta av Rochester, Bifus av East Anglia och Winfrith av Mercia. En femte biskop, Wilfrid av Northumbria, sände ombud att representera honom. Även om det är ett fåtal biskopar representerar de stora delar av landet. Beda nämner också att många andra av kyrkans lärare deltog, samt notarien Titillus.

## Resultat
- Kapitel 1. "Att vi alla förenas och iakttar den heliga Påskdagen på Söndagen efter den fjortonde dagen av den första månaden."
- Kapitel 2. "Att ingen biskop inkräktar på en annans stift utan begränsar sig till att leda det folk som han fått sig anförtrott."
- Kapitel 3. "Att ingen biskop på något sätt skall inkränkta på kloster vigda åt Gud, ej heller ta något från dem med våld."
- Kapitel 4. "Att munkar inte skall vandra från plats till plats, det vill säga, från kloster till kloster, utan dimission från sin abbot; och att de håller lydnadslöftet de avgav vid sin profess."
- Kapitel 5. "Att ingen prästman skall lämna sin biskop och fritt vandra omkring, ej heller bli mottagen någonstans utan introduktionsbrev från sin egen biskop. Och skulle en sådan person, en gång mottagen, vägra att återvända då så anvisas, skall både mottagare och gäst exkommuniceras."
- Kapitel 6. "Att biskopar och prästmän på resa skall låta sig nöja med den gästfrihet de erbjuds; och det är olagligt att utöva prästämbetet utan tillstånd från den biskop i vars stift de befinner sig."
- Kapitel 7. "Att en synod skall hållas två gånger om året. " Med tanke på olika hinder kom vi enhälligt överens om att vi skulle mötas en gång om året, den 1 augusti, i Clofeshoch.
- Kapitel 8. "Att ingen biskop hävdar företräde framför en annan på grund av ambition: ålder i ämbetet skall ensamt utgöra företräde."
- Kapitel 9. Det var enhälligt beslutat, "att fler biskopar skall vigas i takt med att antalet troende ökar." Men vi skall inte agera i frågan just nu.
- Kapitel 10 Om giftermål: "Endast lagligt giftermål är tillåtet; incest är förbjudet; och ingen man får lämna sin lagvigda hustru förutom, som det står i evangeliet, efter äktenskapsbrott. Och om en man förvisar sin egen hustru som är honom lagvigd, får han inte ta en ny fru om han vill förbli en god kristen. Han måste antingen förbli som han är, eller försonas med sin hustru."[8] [2]